# Wybory prezydenckie w Stanach Zjednoczonych w 1892 roku

Mapa wyborcza Stanów Zjednoczonych w 1892 roku. Liczba na mapie określa liczbę przedstawicieli stanu w Kolegium Elektorów

Wybory prezydenckie w Stanach Zjednoczonych w 1892 roku – dwudzieste siódme wybory prezydenckie w historii Stanów Zjednoczonych. Na urząd prezydenta wybrano ponownie Grovera Clevelanda, a wiceprezydentem został Adlai Ewing Stevenson.

## Kampania wyborcza
Partia Republikańska, pomimo że społeczeństwo było rozczarowane słabą polityką administracji centralnej, nominowała ponownie na prezydenta Benjamina Harrisona na konwencji w Chicago, w czerwcu 1892. Delegaci Partii Demokratycznej także zebrali się w Chicago w dniach 21-23 czerwca. Ich kandydatem w pierwszym głosowaniu został Grover Cleveland, a nominację wiceprezydencką otrzymał Adlai Stevenson. Wybory prezydenckie w 1892 stanowiły więc powtórkę pojedynku sprzed czterech lat. Po raz pierwszy jednak, pomiędzy demokratami a republikanami pojawiła się trzecia siła – Partia Populistyczna. Jej konwencja wyborcza odbyła się w Omasze, 4 lipca 1892, nominację prezydencką otrzymał James Weaver. Jego program wyborczy opierał się nacjonalizacji kolei, telefonów i telegrafów oraz na swobodnym biciu srebrnych monet o wartości 1/16 w stosunku do parytetu złota. Ponadto przedstawiał populistyczne postulaty jak ograniczenie wpływów wielkiego kapitału, referenda i społeczne inicjatywy ustawodawcze. Kandydatem Partii Prohibicji został John Bidwell. Kluczowe dla porażki republikanów okazały się głosy robotników, którzy protestując przeciw wyzyskowi, mającemu miejsce w czasach kadencji Harrisona, poparli kandydata demokratów.

## Kandydaci

### Partia Demokratyczna

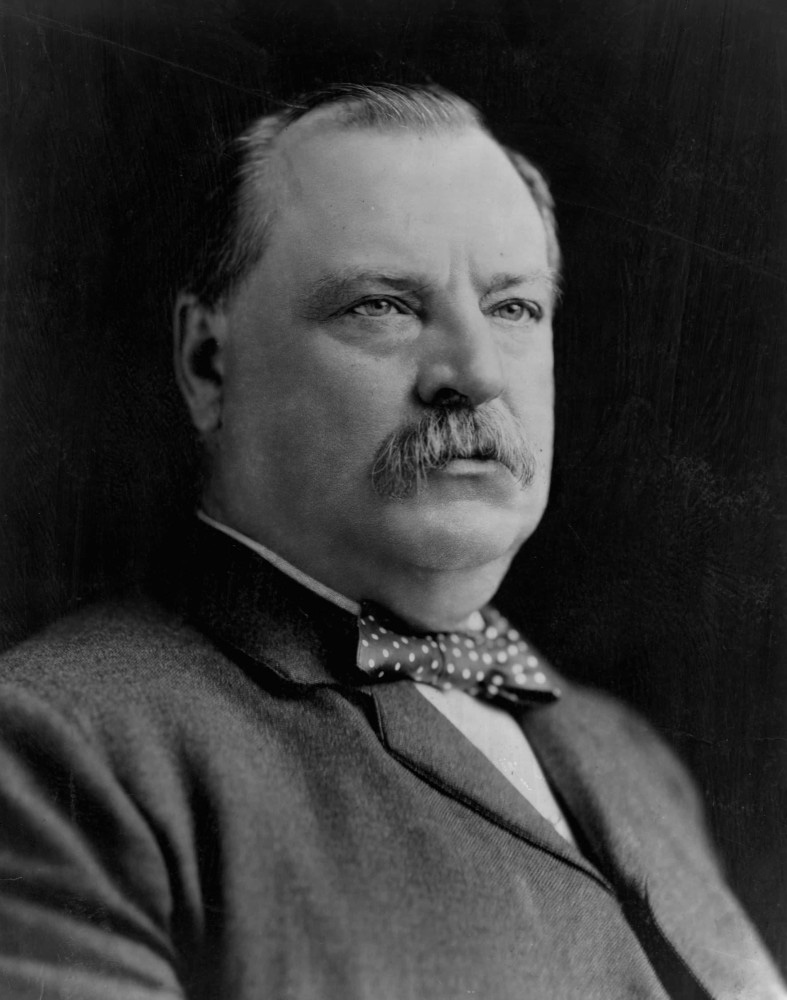
Grover Cleveland
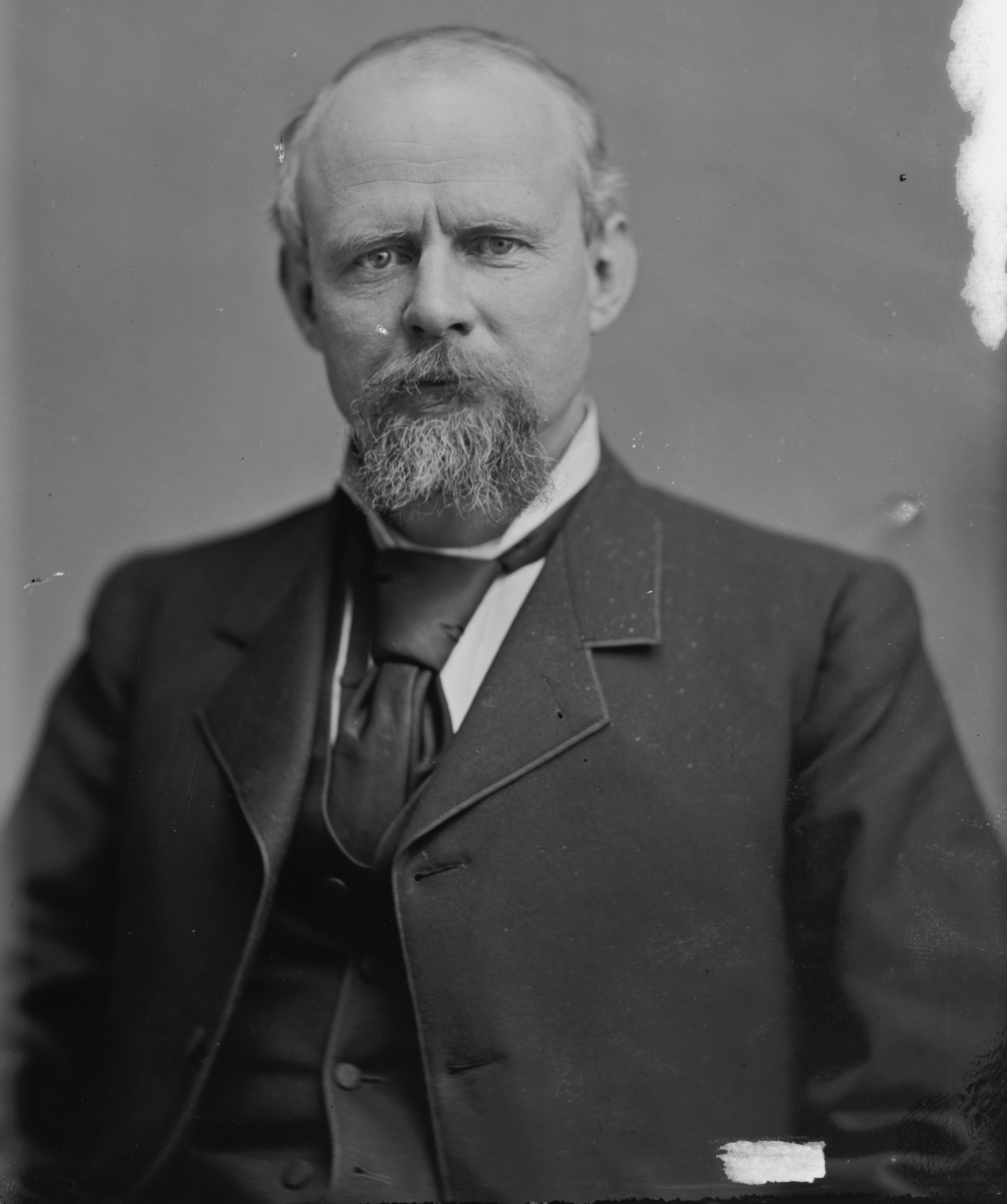
Adlai Stevenson

### Partia Populistyczna

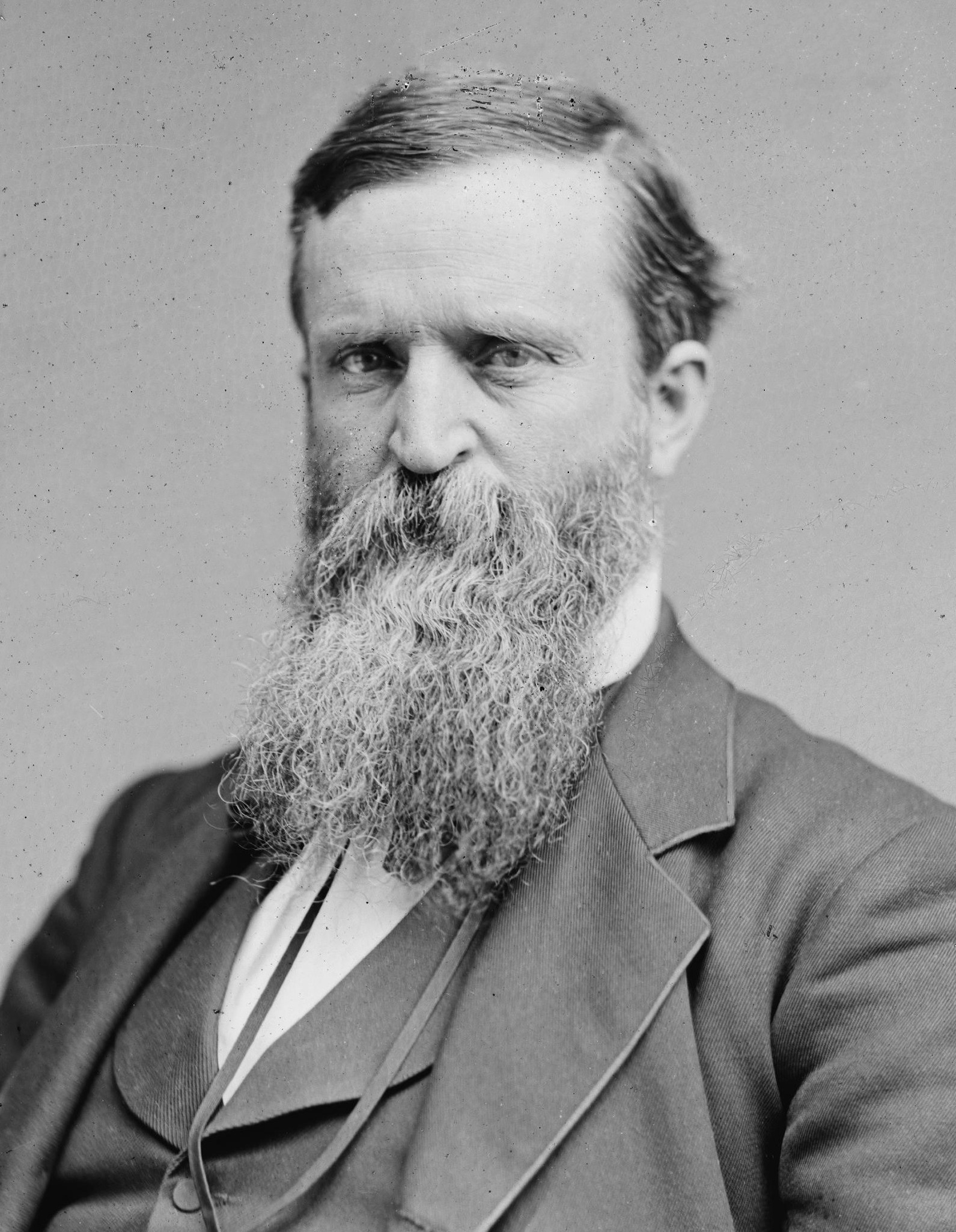
James Weaver
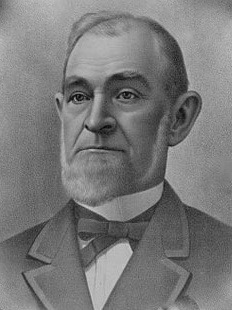
James Field

### Partia Prohibicji

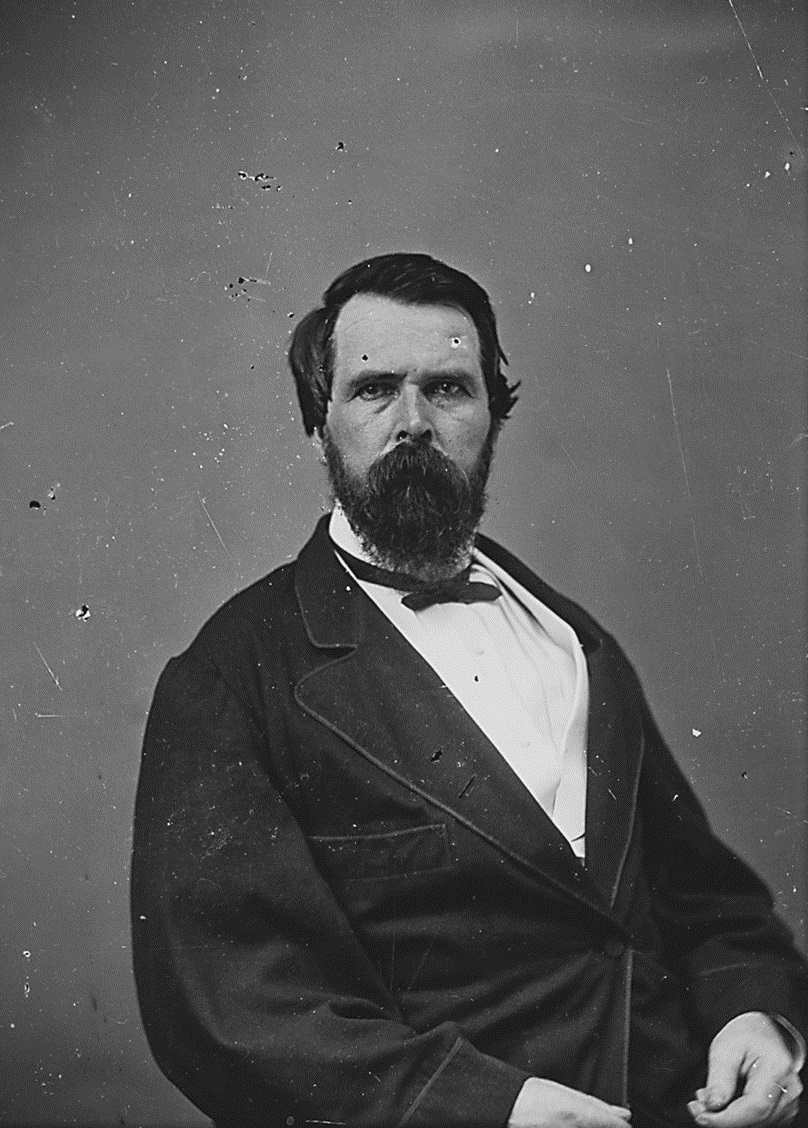
John Bidwell

### Partia Republikańska

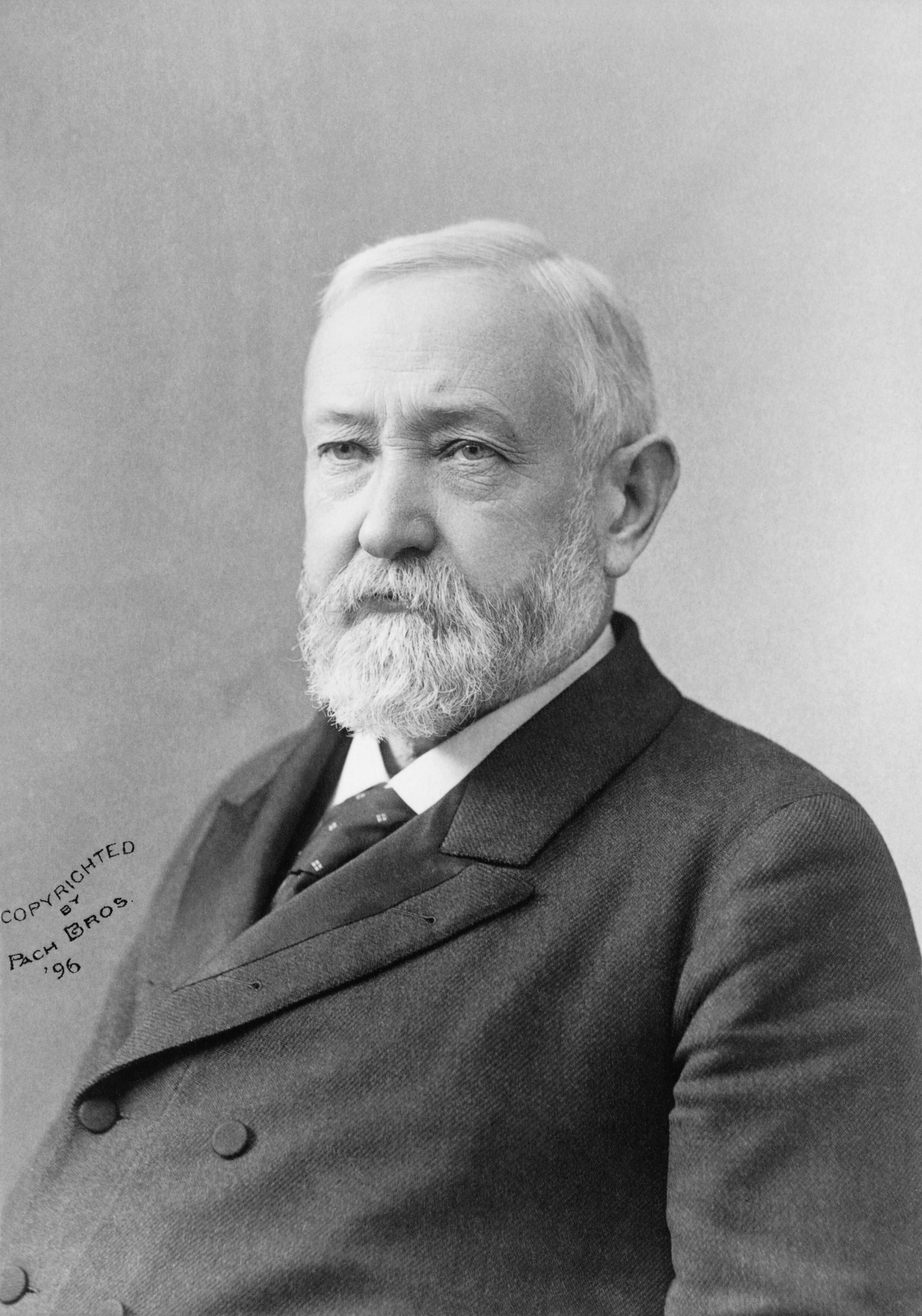
Benjamin Harrison
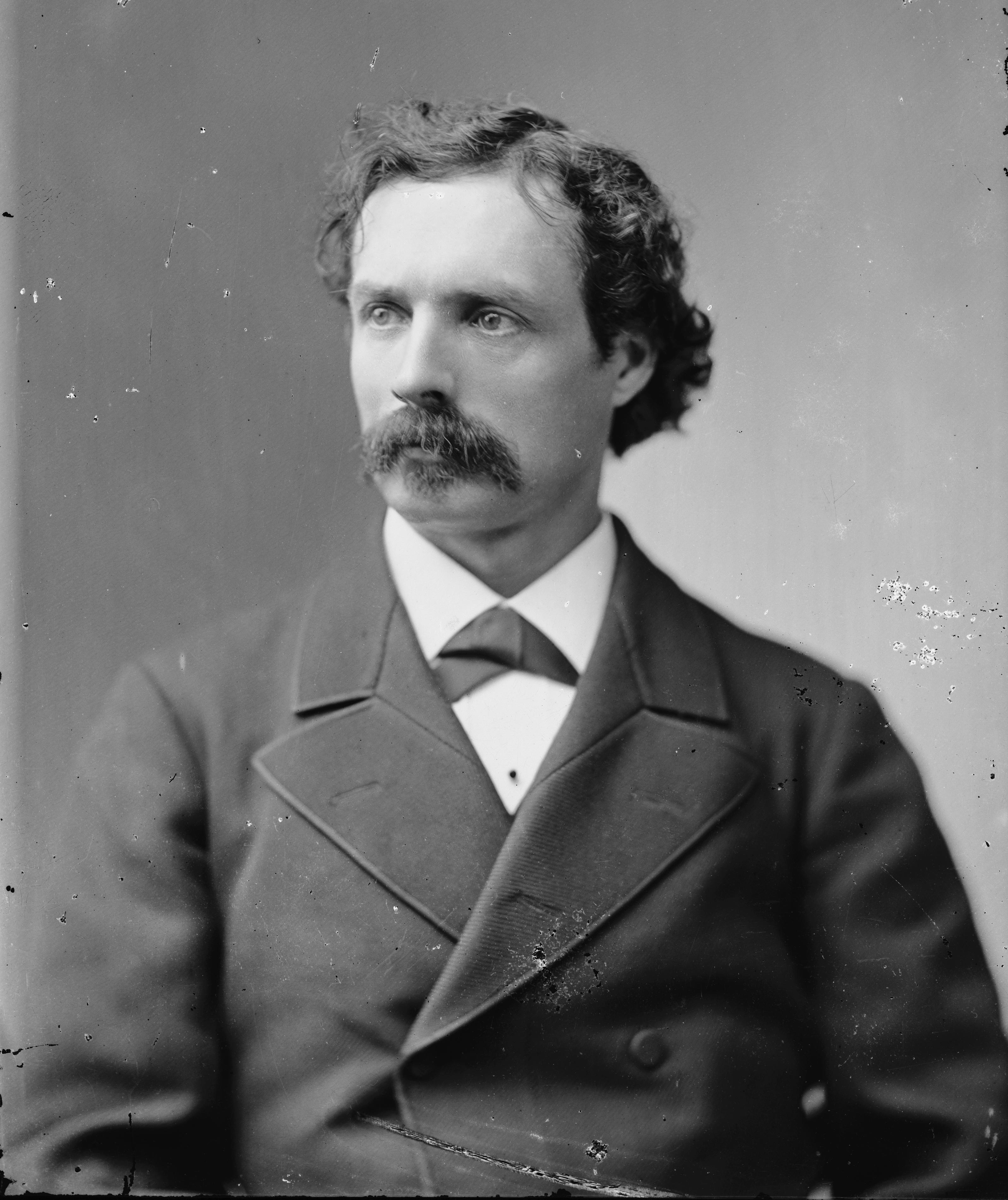
Whitelaw Reid

## Wyniki głosowania
Głosowanie powszechne odbyło się 8 listopada 1892. Cleveland uzyskał 46% poparcia, wobec 43% dla Harrisona, 8,5% dla Weavera i 2,3% dla Johna Bidwella. Ponadto, około 30 000 głosów oddano na niezależnych elektorów, głosujących na innych kandydatów. Frekwencja wyniosła 74,7%. W głosowaniu Kolegium Elektorów Cleveland uzyskał 277 głosów, przy wymaganej większości 223 głosów. Na Harrisona zagłosowało 145 elektorów, a na Weavera – 22. W głosowaniu wiceprezydenckim zwyciężył Adlai Stevenson, uzyskując 277 głosów, wobec 145 dla Whitelawa Reida i 22 dla Jamesa Fielda.
Grover Cleveland został zaprzysiężony 4 marca 1893 roku.
| Kandydat na prezydenta | Partia               | Głosowanie powszechne | Głosowanie powszechne | Kolegium Elektorów |
| Kandydat na prezydenta | Partia               | Głosy                 | Procent               | Kolegium Elektorów |
| ---------------------- | -------------------- | --------------------- | --------------------- | ------------------ |
| Grover Cleveland       | Partia Demokratyczna | 5 551 883             | 46%                   | 277                |
| Benjamin Harrison      | Partia Republikańska | 5 179 244             | 43%                   | 145                |
| James Weaver           | Partia Populistyczna | 1 024 280             | 8,5%                  | 22                 |
| John Bidwell           | Partia Prohibicji    | 270 770               | 2,3%                  | 0                  |
| Łącznie                | Łącznie              | Łącznie               | Łącznie               | 444                |

| Kandydat na wiceprezydenta | Partia               | Kolegium Elektorów |
| -------------------------- | -------------------- | ------------------ |
| Adlai Stevenson            | Partia Demokratyczna | 277                |
| Whitelaw Reid              | Partia Republikańska | 145                |
| James Field                | Partia Populistyczna | 22                 |
| Łącznie                    | Łącznie              | 444                |